# Mésandans
Mésandans é uma comuna francesa na região administrativa de Borgonha-Franco-Condado, no departamento de Doubs. Estende-se por uma área de 5,66 km². Em 2010 a comuna tinha 233 habitantes (densidade: 41,2 hab./km²).